# Concert per a 8 (Gerhard)
Concert per a 8 és una obra de Robert Gerhard de l'any 1962. Està escrita per a una formació instrumental particular: flauta, clarinet, acordió, mandolina, guitarra, percussió, piano i contrabaix. La intenció del compositor era escriure una peça cambrística amb aires de divertimento, recuperant en certa manera l'esperit de la commedia dell'arte.

## Estrena
El Concert per a 8 s'estrenà a Londres el 17 de maig de 1962 pel Melos Ensemble, dirigit per Jacques-Louis Monod. El compositor va quedar molt satisfet de la direcció de Monod.
L'obra està dedicada al matrimoni Gomis Bertrand i als seus sis fills. La família era de Barcelona i tenia amistat amb Robert Gerhard. L'obra va ser composta amb motiu de la inauguració de la nova residència de Gomis Bertrand a El Prat de Llobregat, La Ricarda. En la inauguració, celebrada al mes de novembre 1963, s'interpretà l'obra, juntament amb els 7 Haiku de Gerhard, una obra de Josep Mª Mestres-Quadreny i una altra de Joaquim Homs. Totes elles escrites expressament per a l'ocasió. Existeixen nombrosos i interessants detalls al voltant de l'obra i de les necessitats per a la seva interpretació en la correspondència que intercanviava Gerhard amb Homs i Gomis per a l'estrena en la inauguració de la casa la Ricarda.

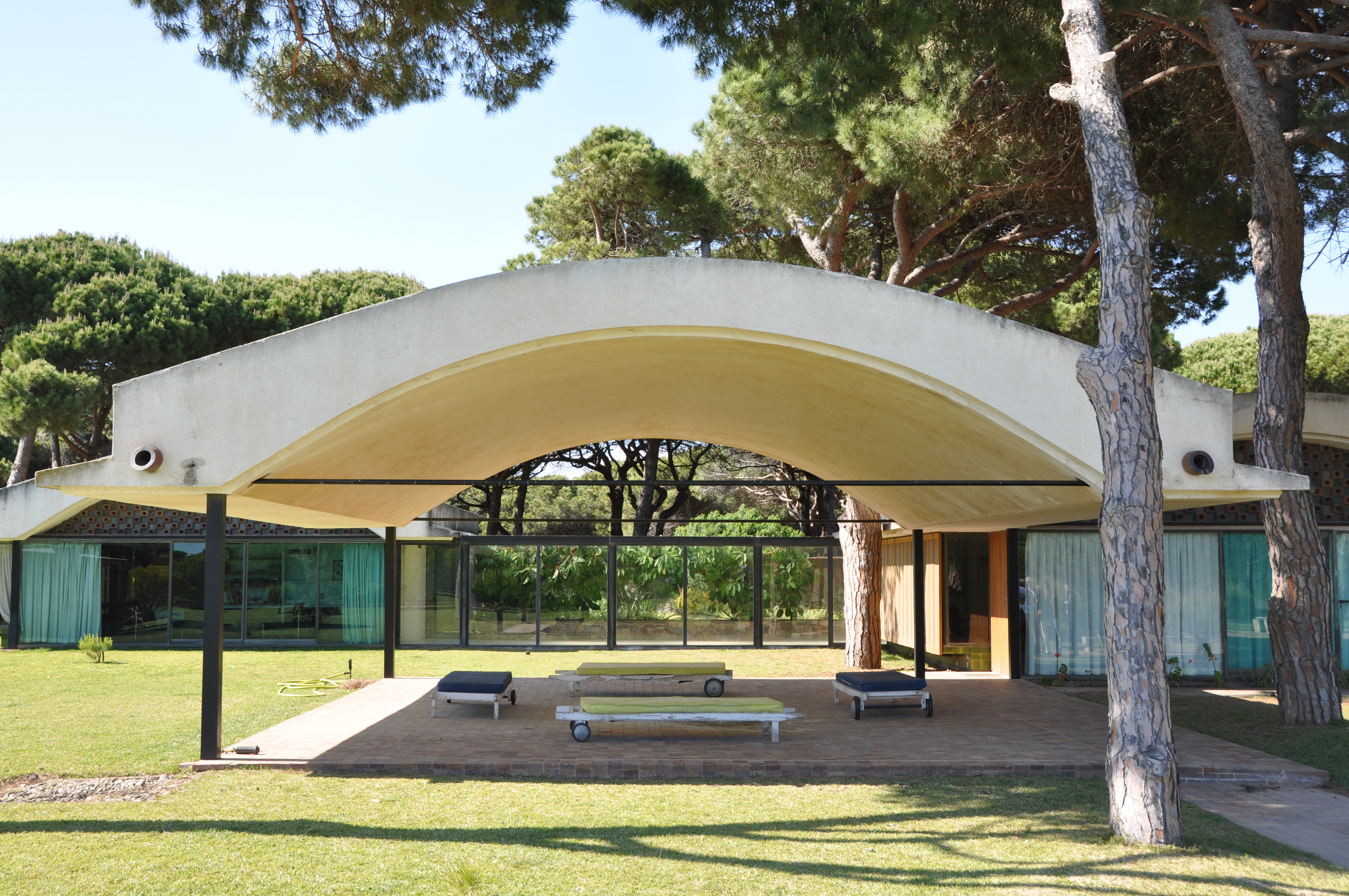
La Ricarda (El Prat de Llobregat)

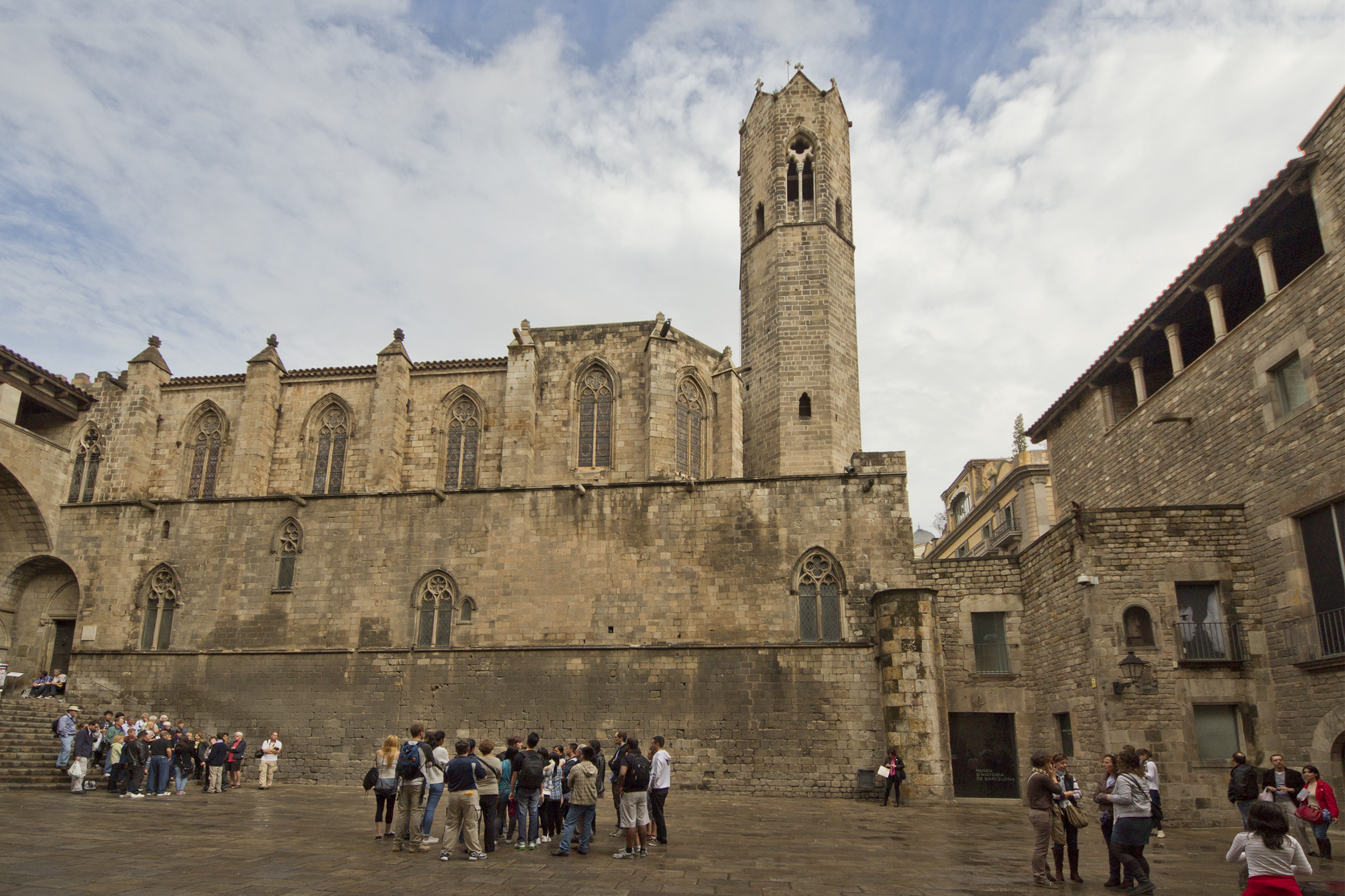
Capella de Santa Àgata (Barcelona)

Dos anys més tard, l'obra es donà a conèixer a Barcelona en el IV Congreso Internacional de Arte Psicopatológico, a la Capella de Santa Àgata. Xavier Montsalvatge el 24 de maig de l'any 1964 va publicar a La Vanguardia l'article "Música castellana de los polifonistas y de los contemporáneos catalanes en la Real Capilla de Santa Águeda" fent referència al Concert per a 8. Actualment, el Saló del Tinell i la Capella de Santa Àgata formen part del Museu d'Història de la Ciutat de Barcelona.
| « | La de J. Mestres Cuadrenys —Música de Cámara I de 1960, que ya fue ejecutada años atrás en esta misma capilla de Santa Águeda—, igual que la de Robert Gerhard, que se interpretaba por primera vez en España, representa la pura manipulación del sonido sin otros objetivos apreciables, al menos para el que escucha sin ninguna clase de prejuicios. Para este auditorio —en el que me incluyo— esta música resulta sorprendente y muy atractiva en los primeros minutos, pero su interés decae si el juego de silencios y timbres se prolonga demasiado. Inevitablemente el oyente, incapaz de descubrir el hermético trasfondo de la obra, se considera ajeno a ella y mira de reojo al director para ver cuándo, en uno de los silencios, baja los brazos, única manera de intuir que la composición ha terminado. (...) En la obra de Robert Gerhard —el «Concert per a 8»—, se produce lo mismo-, en la partitura gravitan las ventajas de utilizar un material tímbrico abundante y variado (flauta, clarinete, acordeón, mandolina, guitarra, contrabajo y una extensa gama de percusión), del que se exprimen todos los efectos y se agotan todas las posibilidades que Gerhard hace muchos años que sistematiza en sus partituras. Los resultados son parcialmente buenos y se pueden descubrir en la obra combinaciones de timbres en inesperadas sucesiones que producen rara impresión de magia sonora. No entiendo cómo Gerhard, igual que Mestres Cuadrenys y cuantos cultivan este tipo de composición, no derivan decididamente hacia la música electrónica que les ofrece un campo experimental de infinitas posibilidades. Mientras operen con instrumentos «anticuados», de invención centenaria o milenaria, sus obras tendrán algo de monstruoso y producirán el mismo efecto que causaría leer un poema de Apolinaire en el francés de Racine, o escuchar uno de Joan Brossa en el catalán de Ramón Llull. En todo caso, su música resulta ahora de inestable transición | » |
| — Xavier Montsalvatge, "Música castellana de los polifonistas y de los contemporáneos catalanes en la Real Capilla de Santa Agueda", La Vanguardia, 24 de maig de 1964, p. 52 | |   |

L'obra s'interpretà en la segona part del concert, juntament amb obres de Joaquín Homs i Josep Mª Mestres-Quadreny. La dirigí Alain Milhaud.
La discontinuïtat en la recepció de la música de Gerhard durant l'etapa franquista va ser motivada en gran part per la catalanitat i antecedents polítics del compositor que no constituïen arguments gaire favorables per als sectors més conservadors de la societat. Això no obstant, cal destacar, d'aquesta època, el concert del 12 de juny de 1964 organitzat pel Club 49 i patrocinat per Música Oberta.

## Context compositiu
Les obres compostes per Gerhard en la dècada de 1960 són bones mostres d'una escriptura amb arrels en la modernitat, a conseqüència de la síntesi d'una escriptura melòdica d'influències schönbergianes, el dodecafonisme i per l'impuls rítmic i sonor característic de Stravinski.
Frank Harders-Wuthenow consagra la figura del compositor Gerhard a l'article titulat “Dodecafonisme, però de caràcter humà i inclús amb un punt diví”.
La darrera dècada creativa i vital de Gerhard va ser la més important de la seva carrera, no pas perquè la música d'aquest període sigui la més difícil, concentrada o arriscada, sinó perquè per primer cop Gerhard confessa que pot dedicar-se a la composició lliure de preocupacions econòmiques. En aquell moment, ja havia aconseguit la ciutadania britànica i era un compositor reconegut pel seu nou país i pels Estats Units. Dues invitacions, una a la Universitat Ann Arbor de Michigan i l'altra al Berkshire Music Center de Tanglewood uneixen a Gerhard amb Amèrica, on coneix John Cage, una personalitat en el món musical nord-americà. Cage el convida a participar amb una obra a la Fundació per l'Art Contemporani. Gerhard compon i li dedica Claustrophilia per a arpes i altaveus. Tot i això Gerhard manté la seva residència a Anglaterra. El seu estat de salut i el desig de seguir escrivint obres fan que no pugui acceptar, com li hauria agradat, més propostes i invitacions d'Amèrica del Nord.
Gerhard trobà un fort suport de l'editorial Oxford University Press que va publicar la seva música. En aquesta època el compositor també va realitzar diferents enregistraments discogràfics amb directors de prestigi com Antal Doráti o Colin Davis. Leonard Bernstein va dirigir l'estrena de la seva Primera Simfonia l'any 1963 als Estats Units amb la Filharmònica de Nova York.
La personalitat de Gerhard va atraure compositors, directors i intèrprets. Ell fou l'ambaixador principal de la seva pròpia música i aconseguí, amb relacions i viatges que s'interpretés per les principals formacions. A principis de la dècada dels seixanta, a més del Concert per a 8, Gerhard escriu el Quartet de corda núm. 2, una obra iniciada l'any 1960 que fou diverses vegades abandonada. S'estrenà l'any 1962 a Michigan i fou interpretada pel Cuarteto Clásico de Madrida Barcelona el 9 de gener de 1964 en un concert del Club 49 al Col·legi d'Arquitectes de Catalunya. La Tercera Simfonia "Collages" és del mateix any, on incorpora banda magnètica i es precursora directa de la peça de cambra en un sol moviment, Hymnody. Hymnody, composta per encàrrec de la BBC, va ser dedicada a Josep-Antoni Gomis i Perales, pare de Joaquim i Ricard Gomis. A aquest últim, Ricard Gomis, Gerhard li dedica el Concert per a 8. Una altra similitud és el fet que fou estrenada a Londres l'any 1963 pel Virtuoso Ensemble i dirigit per Jacques-Louis Monod, com en el cas del Concert per a 8.

## Anàlisi
Els vuit instruments operen a la manera de dramatis personae, però les seves interpretacions són d'ordre purament musical, sense buscar associacions extramusicals i sense la intenció de construir una il·lustració. L'obra adopta dos característiques de la commedia dell'arte: el plaer per l'espontaneïtat, la improvisació i també el gust per la disfressa i la màscara. Els instruments toquen d'una manera poc comú.
Es pot arribar a concebre com un únic moviment integrat per vuit seccions contrastants, per mètrica i caràcter, que també es relacionen entre sí. Una sèrie dodecafònica estableix els vincles estructurals entre les vuit seccions. Les seccions s'encadenen sense pauses. Hymnody, que precedeix el Concert per a 8 també està formada per un únic moviment integrat per nou seccions contrastants i igualment vinculades estructuralment per una sèrie dodecafònica.
S'observa una certa influència de la Serenata op. 24 de Schöenberg en el caràcter i la tímbrica de l'obra, sobretot en la conjugació del so de la mandolina i la guitarra. Gerhard introdueix alguns efectes propers al flamenc, interpretats per la guitarra. Aquests es poden interpretar en clau humorística i caricaturesca molt vinculats al caràcter de la Commedia dell'arte.
Podem trobar l'efecte del serialisme integral de Le marteau sans maitre de Pierre Boulez, tant en la Xacona per a violí sol de 1959 com en Concert per a 8, que exigeix un gran virtuosisme per part del intèrprets. El Concert per a 8 va més enllà de les idees i novetats ja explorades en el Quartet número 2.
El Concert per a 8 exigeix un gran virtuosisme als músics i màxima concentració a l'oient. L'esforç queda ben recompensat pels detalls genials que revela la seva escriptura. Sorprèn l'exquisit i imaginatiu joc tímbric, el sentit dels contrastos i la llibertat en l'ús dels recursos dodecafònics heretats del seu mestre, Arnold Schönberg.

## Enregistraments i interpretacions
Entre els concerts posteriors a l'estrena cal destacar la interpretació del Grup Instrumental Català de l'any 1978, dirigit per Carles Santos.
La gravació dirigida per Ed Spanjaard és de 1996. El disc porta el nom “Roberto Gerhard Nieuw Ensemble • Ed Spanjaard – Portraits & Horoscopes” i és del segell Largo (LARGO 5134). El Collegium Novum Zürich va enregistrar aquesta obra l'any 2003, dirigit per Peter Hirsch del segell Neos. També destaca l'Edició del Segell Stradivarius de 1997 (STR 33404) a càrrec de Barcelona 216, una formació instrumental especialitzada en el repertori contemporani, amb l'Ernest Martínez Izquierdo com a director. Tots dos enregistraments comparteixen obres com el Concert per a 8 (1962) i Libra (1968).